# Боевой киносборник № 3
«Боевой киносборник № 3» — третий фильм серии из тринадцати боевых киносборников, вышедших в годы Великой Отечественной войны. Киносборник выпущен на экраны 22 августа 1941 года.
Боевой киносборник № 3 состоит из 3 фильмов: АСК-АСК (Англия), Мужество и Антоша Рыбкин.

## АСК-АСК
Фильм рассказывает о боевых буднях британской батареи ПВО. Демонстрируется работа зенитной артиллерии по немецким бомбардировщикам. Показаны приборы оптической пеленгации, расчёта движения цели и установка дистанционного взрывателя снаряда. Вскользь упоминается прибор, позволяющий искать вражеские самолёты вне видимости и ночью. Также показан досуг зенитчиков - бильярд и фортепиано.

## Мужество

### Сюжет
Идёт Великая Отечественная война. Группе добровольцев во главе с сержантом Шаровым поручено произвести разведку боем, нужно определить местонахождение вражеского дота. Группа обнаруживает искусно замаскированный дот и забрасывает его ручными гранатами. Тем самым мужественные бойцы навлекают на себя огонь вражеской пехоты, вскоре фашистов поддерживают и танки. Разгорается жаркий бой небольшой группы солдат с превосходящими силами противника и кажется у них нет шансов на выживание… Но вот приходит на помощь советская артиллерия…

### В ролях
- Борис Чирков — Максим
- Борис Шишкин
- Владимир Шишкин
- Пётр Савин
- Николай Хрящиков — Медведев

## Антоша Рыбкин

### Сюжет
Идёт Великая Отечественная война. Многих парней призывают на фронт. Среди них Антоша Рыбкин, колхозный повар. Антоша хочет попасть в разведку, о чём и просит на призывном участке. Военком же решает по-своему, он считает, что поварская специальность парня пригодится и на войне. Так Антоша становится фронтовым поваром, война же берёт своё, и довольно сноровистому парню приходится не только кухарить, но и воевать с нацистскими захватчиками.

## В ролях
- Борис Чирков — Антоша Рыбкин
- Николай Трофимов
- Елизавета Кузюрина
- Виктор Степанов